# Галицино (Западно-Казахстанская область)
Галицино — бывшее село в Зеленовском районе Западно-Казахстанской области Казахстана. Входило в состав Дарьинского сельского округа. Упразднено в 2011 году.

## Население
По данным 1999 года, в селе не было постоянного населения. По данным переписи 2009 года, в селе проживало 6 человек (3 мужчины и 3 женщины).